# Phong quỳ Sa Pa
Phong quỳ Sapa (danh pháp khoa học: Anemone chapaensis) là một loài thực vật có hoa trong họ Mao lương. Loài này được Gagnep. miêu tả khoa học đầu tiên năm 1929.